# Comuna de Serokomla
Serokomla (em polonês: Gmina Serokomla) é uma gmina (comuna) na Polônia, na voivodia de Lublin e no condado de Łuków. A sede do condado é a cidade de Serokomla.
De acordo com o censo de 2004, a comuna tem 4161 habitantes, com uma densidade de 53,9 hab/km².

## Área
Estende-se por uma área de 77,23 km², incluindo:
- área agricola: 81%
- área florestal: 13%

## Demografia
Dados de 30 de junho de 2004:
|                      | Total   | Total | Mulheres | Mulheres | Homens  | Homens |
| -------------------- | ------- | ----- | -------- | -------- | ------- | ------ |
|                      | pessoas | %     | pessoas  | %        | pessoas | %      |
| População            | 4161    | 100   | 2027     | 48,7     | 2134    | 51,3   |
| Densidade (pop./km²) | 53,9    | 100   | 26,2     | 26,2     | 27,6    | 27,6   |

De acordo com dados de 2002, o rendimento médio per capita ascendia a 1274,73 zł.

## Subdivisões
- Bielany Duże, Bronisławów Duży, Bronisławów Mały, Charlejów, Czarna, Ernestynów, Hordzież, Józefów Duży, Krzówka, Leonardów, Nowa Ruda, Pieńki, Poznań, Ruda, Serokomla, Wola Bukowska e Wólka.

## Comunas vizinhas
- Adamów, Jeziorzany, Kock e Wojcieszków.